# Palacio de Hierro de Orizaba

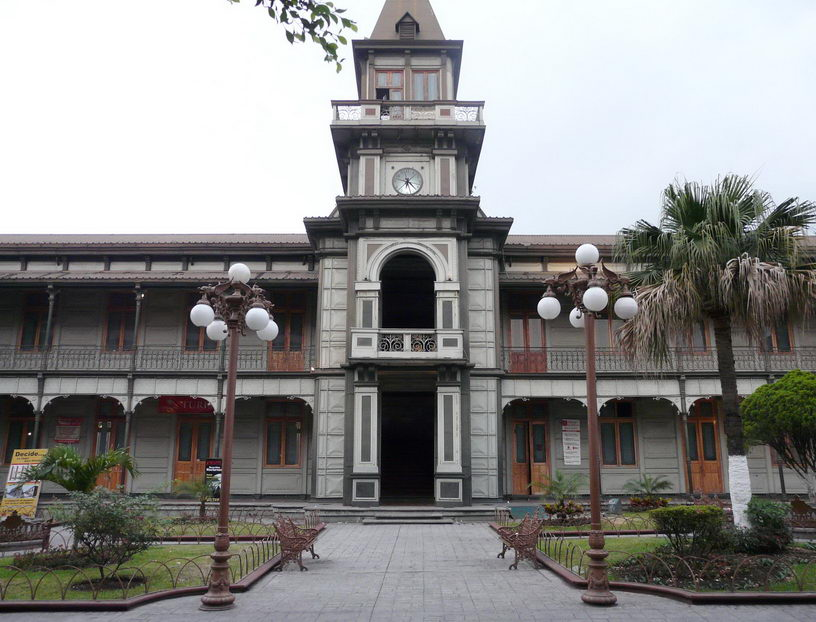
Palacio de Hierro

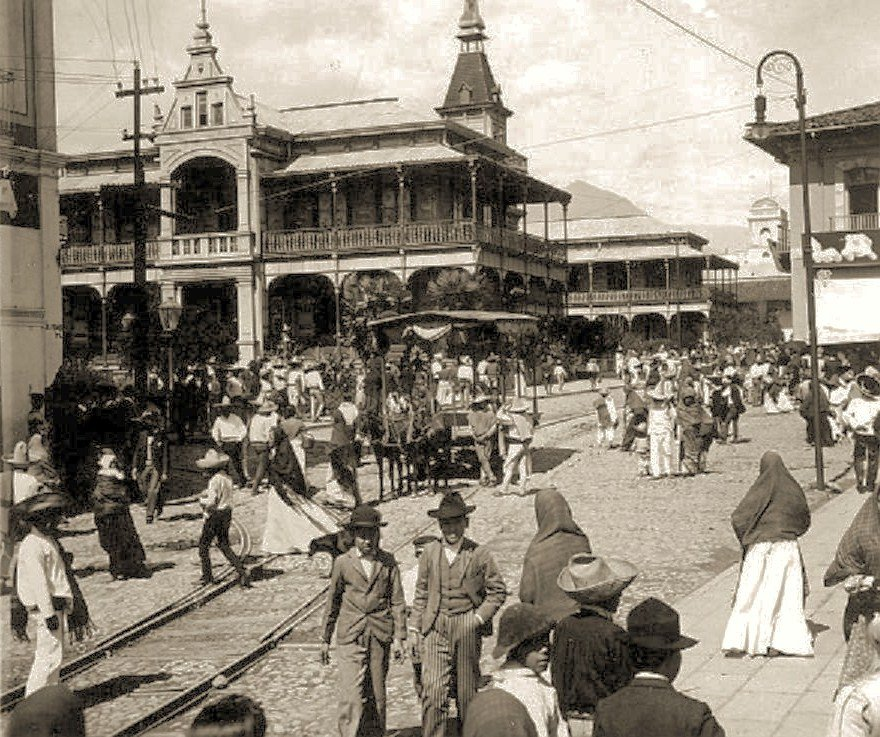
Ansicht von 1910

Palacio de Hierro de Orizaba ist ein ausschließlich aus Stahl, Eisen und Holz errichtetes Gebäude in der Stadt Orizaba im Bundesstaat Veracruz und aufgrund seiner Struktur einzigartig in Mexiko. Seine Bestandteile wurden 1891 und 1892 aus Belgien verschifft und in den folgenden zwei Jahren zusammengebaut. Das Gebäude, das Hauptanziehungspunkt für nach Orizaba kommende Touristen ist, diente zwischen 1894 und 1991 als Rathaus. 

## Geschichte
Ursprünglich wurde der von Joseph Danly oder Gustave Eiffel in Zusammenarbeit mit der belgischen Société Anonyme des Forges D'Aiseau konzipierte Palacio de Hierro (dt. Eisenpalast) auf der Industrieausstellung 1889 in Belgien ausgestellt. Für die Summe von 245.000 belgischen Franken bzw. umgerechnet 72.000 mexikanischen Silberpesos wurden die Bauteile 1891 vom Magistrat der Stadt Orizaba erworben und zwischen Juni 1891 und August 1892 auf insgesamt drei Schiffen transportiert. Nach einer zweijährigen Bauzeit wurde das Gebäude am 16. September 1894 eröffnet. Bis zum Umzug des Magistrats in den neuen Palacio Municipal im Jahr 1991 diente der Palacio de Hierro 97 Jahre als Rathaus von Orizaba. 
Gegenwärtig befinden sich in dem Gebäude das Gran Café de Orizaba, die Tourismus-Information, ein Biermuseum, das Stadtmuseum, die Biblioteca pública María Enriqueta McNaught sowie ein Saal für diverse Zwecke.